# Los Cimientos, Coyuca de Benítez
Los Cimientos är en ort i Mexiko.   Den ligger i kommunen Coyuca de Benítez och delstaten Guerrero, i den södra delen av landet, 290 km söder om huvudstaden Mexico City. Los Cimientos ligger 16 meter över havet och antalet invånare är 303.
Terrängen runt Los Cimientos är kuperad norrut, men söderut är den platt. Runt Los Cimientos är det ganska glesbefolkat, med 25 invånare per kvadratkilometer. Närmaste större samhälle är Coyuca de Benítez, 1,9 km öster om Los Cimientos. Omgivningarna runt Los Cimientos är en mosaik av jordbruksmark och naturlig växtlighet.